# Herbert Rogge
Herbert Rogge, nemški rokometaš, * 7. november 1947.
Leta 1972 je na poletnih olimpijskih igrah v Münchnu v sestavi zahodnonemške rokometne reprezentance osvojil šesto mesto.